# アナ・ベラ＝ルビオ
アナ・マリア・ベラ＝ルビオ（スペイン語: Ana María Vela-Rubio、1901年10月29日 - 2017年12月15日）は、スペインの長寿者。
スペイン･コルドバ県のプエンテ・ヘニル出身。若いころは洋服仕立屋として働いていた。事実婚状態だったが親の反対により正式に結婚はできなかった配偶者との間に4人の子がいたという。2016年6月6日に1996年に死去したマリア・アントニア・カストロの記録を上回り、114歳221日で歴代最長寿のスペイン人となった。ヨーロッパでは2017年4月15日にエンマ・モラーノが死去して以降、自身の死去まで8か月間にわたって最長寿の人物であった。2017年12月15日、116歳と47日で死去。2023年4月21日にマリア・ブラニャス・モレラに記録を抜かれるまではスペインの歴代最高齢者だった。ただし、マリア・ブラニャス・モレラはアメリカ出身者であるため、スペイン出身者としては現在も歴代最高齢である。

## 参考リンク
- El gen Matusalén （スペイン語）

| 記録                              | 記録                                                          | 記録                                      |
| --------------------------------- | ------------------------------------------------------------- | ----------------------------------------- |
| 先代 マリア・アントニア・カストロ | 歴代のスペイン最高齢 2016年6月6日 - 2023年4月21日             | 次代 マリア・ブラニャス・モレラ           |
| 先代 エンマ・モラーノ             | 存命人物のうちヨーロッパ最高齢 2017年4月15日 - 2017年12月15日 | 次代 ジュゼッピーナ・プロジェット＝フラウ |